# Noethers sætning
Noethers sætning er et matematisk teorem med stor anvendelse inden for fysik. Den giver en sammenhæng mellem symmetriegenskaber af systemets Lagrange og dets bevarede størrelser. Sætningen blev formuleret af Emmy Noether.
For eksempel,
- translationsinvarians i rum-tid medfører energi- og impulsbevarelse;
- rotationsinvarians medfører impulsmoments bevarelse;
- global gauge-invarians medfører ladningsbevarelse.